# トゥーティング (小惑星)
トゥーティング (8380 Tooting) は小惑星帯に位置する小惑星。ヘンリー・E・ホルトがパロマー天文台で発見した。
仮符号の後半が「SW17」で、ロンドン・ウォンズワース特別区のトゥーティング (Tooting) の郵便番号と同じであることに因んで、若い頃トゥーティングに住んでいたことがあるエドワード・ボーエルの提案によって命名された。